# Way 2 Fonky
Way 2 Fonky é o segundo álbum de estúdio do artista e produtor de hip hop americano DJ Quik; lançado pela Profile Records em 20 de Julho de 1992. As seções de gravação do álbum ocorreram durante 1991 e 1992. A produção foi tratada por DJ Quik e teve produção executiva de Courtney Branch e Tracy Kendrick.
O álbum estreou em número dez na parada americana Billboard 200 em 8 de Agosto de 1992, vendendo 121,000 cópias em sua primeira semana nos Estados Unidos. O álbum foi certificado como disco de Ouro três meses após seu lançamento em 9 de Outubro de 1992.

## História
DJ Quik estava em uma rixa com o rapper Tim Dog durante esta época que o insultou nas faixas "Fuck Compton" e "DJ Quik Beatdown (Skit)" em seu álbum Pencillin on Wax. DJ respondeu para Tim Dog com insultos em "Way 2 Fonky" e "Tha Last Word". Ele também estava em uma rixa com MC Eiht desde alguns anos atrás na época.
Chris Rock elegeu "Way 2 Fonky" o 24º em uma lista para a Rolling Stone dos 25 Melhores Álbuns de Hip-Hop de Todos os Tempos.

## Singles
Dois singles foram lançados do álbum; "Way 2 Fonky", uma resposta a o insulto à Costa Oeste de Tim Dog "Fuck Compton", e "Jus Like Compton".
| Críticas profissionais | Críticas profissionais |
| Avaliações da crítica  | Avaliações da crítica  |
| Fonte                  | Avaliação              |
| ---------------------- | ---------------------- |
| Allmusic               | link                   |
| Entertainment Weekly   | (B) link               |
| Los Angeles Times      | link                   |
| RapReviews.com         | link                   |
| The Source             | link                   |

| #   | Título                           | Produtor(es) | Intérprete (s)                       | Sample(s) |
| --- | -------------------------------- | ------------ | ------------------------------------ | --- |
| 1.  | America'z Most Complete Artist   | DJ Quik      | DJ Quik                              | *"N.T." by Kool & the Gang *"Remember the Children" by Earth, Wind & Fire *"The Big Bang Theory" by Parliament                              |
| 2.  | Mo' Pussy                        | DJ Quik      | DJ Quik                              | *"Shake" & "I Don't Believe You Want to Get Up and Dance(Oops)" by Gap Band                                                                 |
| 3.  | Way 2 Fonky                      | DJ Quik      | DJ Quik                              | *"More Bounce to the Ounce" by Zapp |
| 4.  | Jus Lyke Compton                 | DJ Quik      | DJ Quik                              | *"Hook and Sling" by Eddie Bo *"Wino Dealing With Dracula" by Richard Pryor                                                                 |
| 5.  | Quik'z Groove II [For U 2 Rip 2] | DJ Quik      | DJ Quik                              | *"Africano" by Earth, Wind & Fire *"Explain It to Her Mama" by Temprees                                                                     |
| 6.  | Me Wanna Rip Your Girl           | DJ Quik      | DJ Quik                              | |
| 7.  | When You're a Gee                | DJ Quik      | DJ Quik, Playa Hamm                  | *"I Heard It Through the Grapevine" by Roger Troutman *"UFO" by Richard Pryor                                                               |
| 8.  | No Bullshit                      | DJ Quik      | DJ Quik, KK of 2nd II None           | |
| 9.  | Only Fo' Tha Money               | DJ Quik      | DJ Quik, 2nd II None                 | |
| 10. | Let Me Rip Tonite                | DJ Quik      | DJ Quik                              | |
| 11. | Niggaz Still Trippin'            | DJ Quik      | DJ Quik, AMG, 2nd II None, JFN, Hi-C | *"Movin'" by Brass Construction *"Let's Dance" by Pleasure *"You Can Make It If You Try" by Sly & The Family Stone *"Ffun" by Con Funk Shun |
| 12. | Tha Last Word                    | DJ Quik      | DJ Quik                              | |

## Créditos
Créditos para Way 2 Fonky adaptados do Allmusic.
| - 2nd II None - Vocais - AMG - Vocais - Robert Bacon - Baixo, Freakboards, Violão, Produtor - Courtney Branch - Produtor Executivo - DJ Quik - Arranjador, Engenheiro, Produtor Executivo, Freakboards, Mixagem, Produtor - Playa Hamm - Vocais | - Hi-C - Vocais - Tracy Kendrick - Produtor Executivo - Robert Lewis - Fotografia - Sexy Leroy - Vocais - Louie Teran - Engenheiro, Mixagem |

## Paradas
| Parada (1992)                    | Melhor posição |
| -------------------------------- | -------------- |
| EUA Billboard 200                | 10             |
| EUA Billboard R&B/Hip-Hop Albums | 13             |

| País           | Provedor | Certificação |
| -------------- | -------- | ------------ |
| Estados Unidos | RIAA     | Ouro         |